# ابردوران
| گاه‌چینه‌شناسی          | زمین‌گاه‌شناسی | یادداشت‌ها                                     |
| --------------------- | ------------ | --------------------------------------------- |
| چینه‌ابردوران Eonothem | ابردوران Eon | جمعاً ۴ ابردوران. نیم میلیارد سال یا بیشتر     |
| چینه‌دوران Erathem     | دوران Era    | ۱۰ دوران شناخته‌شده. چندصد میلیون سال          |
| سامانه System         | دوره Period  | ۲۲ دوره شناخته‌شده. ده‌ها تا حدود صد میلیون سال |
| ردیف Series           | دور Epoch    | ۳۴ دور شناخته‌شده. ده‌ها میلیون سال             |
| اشکوب Stage           | عصر Age      | ۹۹ عصر شناخته‌شده. میلیون‌ها سال                |
| گاه‌بازه Chronozone    | گاه Chron    | زیربخش عصر. توسط ICS به‌کار نمی‌رود.            |

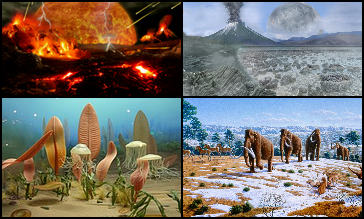
ابردوران

اَبَردوران یا ابر گشتمان یا اِئون یکی از تقسیمات زمانی در زمین‌شناسی است که بازه‌های نیم‌میلیارد سال یا بیشتر را دربر می‌گیرد.
ابردوران از نظر زمین‌شناسی به چهار بخش، تقسیم می‌شود که عبارتند از:
- هادئن
- نخست‌زیستی (آرکون)
- پیشین‌زیستی (پروتروزوئیک)
- پیدازیستی (فانروزوئیک)